# Перелік ударів по житловій забудові під час російського вторгнення (квітень 2025)
Удари по житловій забудові України під час російсько-української війни — воєнний злочин, скоєний російськими військовими під час повномасштабного військового вторгнення в Україну.
У переліку подано інформацію про удари по житловій та громадській забудові, а також обстріли відкритої території у яких відомо про цивільні втрати. Подано інформацію про атаки протягом квітня 2025 року, яка була опублікована у відкритих джерелах.

## Загальна інформація
Згідно моніторингової місії ООН з прав людини в Україні відомо про 209 загиблих цивільних українців протягом квітня 2025 року.

### Руйнування населених пунктів прилеглих до лінії зіткнення
У населених пунктах які знаходяться біля лінії бойового зіткнення, постійно відбуваються обстріли житлової та іншої цивільної забудови (у тому числі медичних установ, навчальних закладів, комерційної забудови). Впродовж квітня 2025 року, обстріли відбувалися вздовж прикордонних громад Чернігівщини, Сумщини, та Харківщини, а також громад Запорізької, Дніпропетровської, Херсонської та Миколаївської областей із використанням ракет, безпілотників, мінометів, артилерії, реактивних систем залпового вогню, вогнем бронетехніки та стрілецької зброї.
Вздовж державного кордону:
- У Чернігівській області — Корюківська, Новгород-Сіверська, Семенівська, Сновська громади.
- У Сумській області — Білопільська, Великописарівська, Глухівська, Краснопільська, Миропільська, Новослобідська, Путивльська, Хотінська, Юнаківська громади.
- У Харківській області — Вільхуватська, Вовчанська, Дворічанська, Дергачівська, Золочівська, Липецька громади

Між тимчасово окупованою територією:
- У Харківській області — Борівська, Дворічанська, Ізюмська, Кіндрашівська, Куп'янська, Курилівська, Оскільська, Петропавлівська громади
- У Луганській області — Красноріченська, Лисичанська громади
- У Донецькій області — Званівська, Сіверська громади
- У Запорізькій області —
- У Херсонській області —
- У Миколаївській області —

## Перелік атак
Червоним кольором позначені атаки у яких відомо про загибель людей.
| дата і місце                                      | дата і місце                                | тип зброї            | подробиці атаки, жертви (загиблі/поранені)                                  | подробиці атаки, жертви (загиблі/поранені) |
| ------------------------------------------------- | ------------------------------------------- | -------------------- | --------------------------------------------------------------------------- | ------------------------------------------ |
| 01/04                                             | Сумська обл., Миропілля                     | авіабомбовий удар    | наслідки влучання керованих авіабомб не встановлені                         | —                                          |
| 02/04                                             | Дніпропетровська обл., Кривий Ріг           | ракетний удар        | ракетний удар по одному з підприємств                                       | 4/14                                       |
| 02/04                                             | Запорізька обл.                             | БпЛА                 | дрон влучив в автомобілі у прифронтовій громаді Запорізької області         | 1/2                                        |
| 02/04                                             | Одеська обл., Авангард                      | Shahed 136           | уражена житлова та комунальна інфраструктура                                | —                                          |
| 02/04                                             | Харків                                      | Shahed 136           | атакована промисловість, приватні будинки                                   | 0/8                                        |
| 02/04                                             | Харків                                      | БпЛА                 | безпілотник «Молнія» влучив у багатоповерховий будинок                      | 0/5                                        |
| 02/04                                             | Харківська обл., Андріївка                  | РСЗВ                 | пошкоджено житлові будинки та об’єкти інфраструктури                        | 0/1                                        |
| 02/04                                             | Херсон                                      | БпЛА                 | атакована житлова забудова міста                                            | 0/2                                        |
| 03/04                                             | Харків                                      | Shahed 136           | атакований двоповерховий будинок, житло, транспортна інф-ра                 | 5/35                                       |
| 03/04                                             | Донецька обл., Костянтинівка                | РСЗВ                 | пошкоджені 14 приватних та 1 багатоквартирний будинок, ЛЕП                  | 1/3                                        |
| 03/04                                             | Дніпропетровська обл., Межова               | Shahed 136           | пошкоджено кілька будинків та будівель                                      | —                                          |
| 03/04                                             | Дніпропетровська обл., Павлоград            | Shahed 136           | побиті вікна адмінбудівлі і двох п'ятиповерхівок                            | —                                          |
| 03/04                                             | Харківська обл., Дергачі                    | Shahed 136           | пошкоджено приватний будинок                                                | 0/1                                        |
| 03/04                                             | Запоріжжя                                   | БпЛА                 | атаковане нежитлове приміщення                                              | 0/1                                        |
| 03/04                                             | Запорізька обл.                             | артобстріл, РСЗВ     | пошкодження квартир, приватних будинків, автівок та об'єктів інф-ри         | 0/2                                        |
| 03/04                                             | Херсонська обл.                             | артобстріл, БпЛА     | пошкоджені два багатоповерхових та шість приватних будинків, авто           | 0/3                                        |
| 04/04                                             | Дніпропетровська обл., Кривий Ріг           | ракетний удар        | житлові будинки                                                             | 19/61                                      |
| 04/04                                             | Дніпропетровська обл., Кривий Ріг           | Shahed 136           | пошкоджені приватні будинки та інфраструктура                               | 1/7                                        |
| 04/04                                             | Сумська обл.                                | артобстріл, БпЛА     | пошкоджені приватні будинки, школа                                          | 1/0                                        |
| 04/04                                             | Запорізька обл., Кушугум                    | артобстріл, РСЗВ     | зафіксовано руйнування щонайменше шести приватних будинків                  | —                                          |
| 04/04                                             | Херсон                                      | артобстріл           | пошкоджені багатоквартирні будинки                                          | 0/1                                        |
| 04/04                                             | Херсонська обл., Берислав                   | БпЛА                 | російські війська атакували безпілотником житлову забудову міста            | 0/2                                        |
| 04/04                                             | Дніпро                                      | Shahed 136           | пошкоджено адміністративні будівлі                                          | 0/1                                        |
| 05/04                                             | Миколаїв                                    | Shahed 136           | атаковано приватні житлові будинки                                          | —                                          |
| 05/04                                             | Херсонська обл.                             | —                    | внаслідок обстрілу цивільної інфраструктури поранені місцеві мешканці       | 0/7                                        |
| 05/04                                             | Донецька обл., Костянтинівка                | артобстріл           | уражено храм Української Православної Церкви                                | —                                          |
| 06/04                                             | Київ                                        | ракетний удар        | пошкоджені житлові будинки та нежитлові споруди                             | 1/3                                        |
| 06/04                                             | Херсон                                      | —                    | внаслідок обстрілу цивільної інфраструктури загинув місцевий мешканець      | 1/0                                        |
| 06/04                                             | Суми                                        | Shahed 136           | пошкоджені складські приміщення, адмінбудівля                               | —                                          |
| 06/04                                             | Київська обл.                               | ракетний удар        | пошкоджені житлові будинки, інфраструктура та промислові об'єкти            | —                                          |
| 06/04                                             | Херсонська обл., Білозерка                  | артобстріл           | обстріляна житлова забудова населеного пункту                               | 0/3                                        |
| 06/04                                             | Харківська обл., Купʼянськ                  | авіабомбовий удар    | росіяни завдали удару керованою авіабомбою по житловій багатоповерхівці     | 0/2                                        |
| 06/04                                             | Харківська обл., Старий Салтів              | Shahed 136           | атакований Старосалтівський ліцей                                           | —                                          |
| 07/04                                             | Харківська обл., Токарівка Друга            | авіабомбовий удар    | завдано удару керованою авіабомбою по житловій забудові                     | 1/2                                        |
| 07/04                                             | Донецька обл., Костянтинівка                | —                    | зазнали руйнувань 8 приватних будинків, 3 адмінбудівлі                      | 1/2                                        |
| 07/04                                             | Дніпропетровська обл., Нікопольський р-н    | артобстріл, БпЛА     | атаковано житлову забудову Нікополя та району                               | 0/3                                        |
| 07/04                                             | Харківська обл., Золочів                    | авіабомбовий удар    | росіяни завдали ударів керованими авіабомбами по цивільній забудові         | —                                          |
| 07/04                                             | Херсон                                      | артобстріл           | російський снаряд влучив у житловий будинок                                 | 0/2                                        |
| 07/04                                             | Херсон                                      | БпЛА                 | російські окупанти з безпілотника атакували житлову забудову                | 0/1                                        |
| 08/04                                             | Дніпропетровська обл., Самарівський р-н     | Shahed 136           | атаковані 6 багатоквартирних будинків, магазин                              | —                                          |
| 08/04                                             | Харківська обл., Високий                    | ракетний удар        | ракета поцілила в будівлю недіючої бази відпочинку                          | 0/3                                        |
| 09/04                                             | Дніпро                                      | Shahed 136           | пошкодження приватних будинків та авто                                      | 0/6                                        |
| 09/04                                             | Харків                                      | Shahed 136           | атаковані 10 приватних будинків, промисловість                              | 0/2                                        |
| 09/04                                             | Донецька обл., Добропілля                   | Shahed 136           | від обстрілу пошкоджено відділення Укрпошти                                 | —                                          |
| 09/04                                             | Донецька обл., Краматорськ                  | Shahed 136           | обстріляно житлову забудову Краматорська                                    | 0/3                                        |
| 10/04                                             | Дніпро                                      | ракетний удар        | атаковано територію цивільного промислового об’єкту                         | 1/9                                        |
| 10/04                                             | Київ                                        | Shahed 136           | атаковано приватний будинок, склад                                          | 0/4                                        |
| 10/04                                             | Миколаїв                                    | Shahed 136           | пошкоджені житлові багатоповерхівки, адмінбудівля, гаражі                   | 0/10                                       |
| 10/04                                             | Харківська обл., Чугуїв                     | Shahed 136           | влучання у місцеве підприємство                                             | —                                          |
| 11/04                                             | Житомирська обл., Озерне                    | Shahed 136           | дрон влучив у житлову багатоповерхівку                                      | 1/7                                        |
| 12/04                                             | Херсон                                      | БпЛА                 | російські війська у скинули вибухівку з дрона на автомобіль волонтерів      | 1/2                                        |
| 12/04                                             | Сумська обл., Краснопілля                   | БпЛА                 | FPV-дроном атаковане цивільне авто, який рухався по селищу                  | 0/2                                        |
| 12/04                                             | Дніпро                                      | Shahed 136           | уражені будинки та фермерське господарство                                  | —                                          |
| 12/04                                             | Дніпропетровська обл., Павлоградський р-н   | Shahed 136           | уражені будинки та фермерське господарство                                  | —                                          |
| 12/04                                             | Харків                                      | Shahed 136           | атаковане цивільне підприємство                                             | 0/1                                        |
| 12/04                                             | Харківська обл., Купʼянськ                  | авіабомбовий удар    | атакована цивільна інфраструктура                                           | —                                          |
| 12/04                                             | Донецька обл., Олександро-Калинове          | БпЛА                 | російські війська атакували ударним дроном цивільне авто                    | 0/3                                        |
| 13/04                                             | Суми                                        | ракетний удар        | влучання у будівлю Сумського держуніверситету                               | 35/120                                     |
| 13/04                                             | Харківська обл., Купʼянськ                  | РСЗВ                 | обстріляний пʼятиповерховий житловий будинок та двір                        | 2/0                                        |
| 13/04                                             | Донецька обл., Волноваський р-н             | авіабомбовий удар    | атакована житлова забудова                                                  | 1/3                                        |
| 13/04                                             | Херсон                                      | артобстріл, БпЛА     | російські війська атакували житлову забудову Центрального район міста       | 2/1+                                       |
| 13/04                                             | Харків                                      | БпЛА                 | російський БпЛА влучив у дитячий садок                                      | —                                          |
| 13/04                                             | Донецька обл., Покровськ                    | авіабомбовий удар    | відбувся обстріл центральної частини міста                                  | 0/1                                        |
| 14/04                                             | Донецька обл., Новохатське                  | —                    | пошкоджено 7 приватних житлових будинків                                    | 1/3                                        |
| 14/04                                             | Одеса                                       | Shahed 136           | атаковано житло, лікарню, авто                                              | 0/8                                        |
| 14/04                                             | Суми                                        | Shahed 136           | дрон вдарив по автостоянці                                                  | 0/1                                        |
| 14/04                                             | Запорізька обл., Степногірськ               | Shahed 136           | уражено дев'ятиповерховий будинок та АЗС                                    | —                                          |
| 14/04                                             | Дніпропетровська обл., Нікопольський р-н    | артобстріл, РСЗВ     | пошкоджені будинки, господарські споруди, авто                              | 0/1                                        |
| 14/04                                             | Дніпропетровська обл., Синельниківський р-н | артобстріл, РСЗВ     | пошкоджені будинки, господарські споруди, авто                              | 0/1                                        |
| 15/04                                             | Донецька обл., Слов'янськ                   | Shahed 136           | пошкоджено СТО та інші підприємства                                         | 0/1                                        |
| 16/04                                             | Сумська обл., Велика Писарівка              | БпЛА                 | атаковано цивільну забудову, авто                                           | 1/0                                        |
| 16/04                                             | Херсон                                      | артобстріл, авіаудар | зафіксовано влучання по цивільних об'єктах у житловому масиві               | 1/3                                        |
| 16/04                                             | Херсон                                      | авіабомбовий удар    | влучання у льодовий палац «Фаворит-Арена», житлові багатоповерхівки         | 1/2                                        |
| 16/04                                             | Одеса                                       | Shahed 136           | пошкоджено цивільну забудову, житлові будинки та складські приміщення       | 0/3                                        |
| 16/04                                             | Дніпропетровська обл., Нікополь             | БпЛА                 | пошкоджено приватний будинок, гараж і господарська споруда                  | —                                          |
| 16/04                                             | Дніпропетровська обл., Новопавлівка         | авіабомбовий удар    | пошкоджено 10 приватних будинків, магазини, інфраструктуру, ЛЕП             | —                                          |
| 16/04                                             | Сумська обл., Охтирка                       | Shahed 136           | пошкоджено приватний житловий будинок, нежитлове приміщення                 | —                                          |
| 16/04                                             | Харківська обл., Ізюм                       | БпЛА, ракетний удар  | пошкоджені приватні будинки, господарчі споруди                             | 0/6                                        |
| 16/04                                             | Харківська обл., Оскіл                      | —                    | влучання у цивільний легковий автомобіль                                    | 0/10                                       |
| 16/04                                             | Харківська обл., Пимонівка                  | Shahed 136           | пошкоджено приватний будинок та дві господарчі споруди                      | —                                          |
| 16/04                                             | Харківська обл., Тимофіївка                 | БпЛА                 | пошкоджено приватний будинок, гараж, легковий автомобіль                    | —                                          |
| 17/04                                             | Дніпро                                      | Shahed 136           | пошкоджено понад 15 будинків: гуртожитки, навчальний заклад, підприємство   | 3/31                                       |
| 17/04                                             | Дніпропетровська обл., Нікополь             | артобстріл           | пошкоджені приватні будинки, господарські споруди, магазин, кафе            | 2/5                                        |
| 17/04                                             | Херсон                                      | авіабомбовий удар    | атака керованими авіабомбами житлової забудови міста                        | 1/5                                        |
| 17/04                                             | Херсонська обл., Стійке                     | БпЛА                 | від атаки російського дрона загинули двоє працівників дорожньої служби      | 2/0                                        |
| 17/04                                             | Донецька обл., Костянтинівка                | РСЗВ                 | пошкоджено багатоквартирні та приватні будинки                              | 3/4                                        |
| 17/04                                             | Донецька обл., Русин Яр                     | авіабомбовий удар    | пошкоджено 8 приватних будинків                                             | 1/0                                        |
| 17/04                                             | Сумська обл., Сад                           | Shahed 136           | зазнали пошкоджень сільгосптехніка та адміністративні будівлі               | —                                          |
| 17/04                                             | Харківська обл., Купʼянськ                  | авіабомбовий удар    | влучання авіабомби по девʼятиповерховому житловому будинку                  | 0/1                                        |
| 17/04                                             | Херсон                                      | БпЛА                 | російський дрон атакував карету «швидкої» у Дніпровському районі Херсона    | 0/2                                        |
| 18/04                                             | Харків                                      | ракетний удар        | влучання у житлову багатоповерхівку в густонаселеному районі                | 1/82                                       |
| 18/04                                             | Миколаїв                                    | БпЛА                 | загорілися склади приватного цивільного підприємства                        | —                                          |
| 18/04                                             | Миколаїв                                    | Shahed 136           | пошкоджено вікна приватного будинку                                         | —                                          |
| 18/04                                             | Дніпро                                      | ракетний удар        | пошкоджено готель, офіс та фітнес-центр                                     | —                                          |
| 18/04                                             | Дніпровський р-н                            | ракетний удар        | понівечені приватні будинки і теплиці                                       | —                                          |
| 18/04                                             | Харківська обл., Купʼянськ                  | авіабомбовий удар    | атака керованими авіабомбами житлової забудови міста                        | 0/5                                        |
| 19/04                                             | Херсонська обл., Станіслав                  | БпЛА                 | пошкоджено багатоповерхівки та приватні будинки                             | 1/4                                        |
| 19/04                                             | Одеська обл.                                | ракетний удар        | руйнувань зазнали фермерські господарства                                   | —                                          |
| 19/04                                             | Запоріжжя                                   | Shahed 136           | пожежа на території автотранспортного підприємства                          | —                                          |
| 19/04                                             | Запорізька обл., Магдалинівка               | Shahed 136           | пошкоджені кілька приватних житлових будинків, гараж, авто                  | —                                          |
| 19/04                                             | Херсон                                      | БпЛА                 | дрон атакував багатоповерхівку незаважаючи на «великоднє перемирʼя»         | —                                          |
| 20/04                                             | Донецька обл., Зоря                         | БпЛА                 | російські дрони атакували гуманітарну місію, яка евакуювала цивільних       | 0/1                                        |
| 21/04                                             | Херсонська обл., Білозерка                  | БпЛА                 | російська армія атакувала з дрона жителів Білозерки, які йшли вулицею       | 1/1                                        |
| 21/04                                             | Харківська обл., Івашки                     | БпЛА                 | ворожий FPV-дрон поцілив у чоловіка, який їхав на скутері                   | 1/0                                        |
| 21/04                                             | Черкаська обл.                              | Shahed 136           | пошкоджено інфраструктурний об'єкт                                          | —                                          |
| 21/04                                             | Дніпропетровська обл., Павлоград            | Shahed 136           | уражено харчове підприємство, інфраструктуру                                | —                                          |
| 21/04                                             | Дніпропетровська обл., Підгородне           | Shahed 136           | пошкоджено дачний будинок                                                   | —                                          |
| 21/04                                             | Харківська обл., Ківшарівка                 | Shahed 136           | окупанти атакували багатоповерхівку                                         | —                                          |
| 21/04                                             | Харківська обл., Купʼянськ                  | артобстріл           | атака по приватному житловому сектору                                       | 0/1                                        |
| 21/04                                             | Херсон                                      | БпЛА                 | під російський удар потрапив дитсадок                                       | —                                          |
| 21/04                                             | Херсон                                      | артобстріл           | російські війська атакували з артилерії Дніпровський район                  | 0/1                                        |
| 22/04                                             | Запоріжжя                                   | авіабомбовий удар    | російські військові завдали удару по житловій забудові                      | 1/1                                        |
| 22/04                                             | Одеса                                       | Shahed 136           | уламками пошкоджено цивільну інф-ру, житлові будинки, навчальний заклад     | 0/3                                        |
| 22/04                                             | Сумська обл.                                | авіаудар             | авіаудар по житловій забудові Білопільської і Ворожбянської громад          | —                                          |
| 22/04                                             | Харківська обл., Купʼянськ                  | авіабомбовий удар    | пошкоджено або зруйновано 55 приватних будинків                             | 0/4                                        |
| 22/04                                             | Донецька обл., Лиман                        | авіабомбовий удар    | удар було завдано по житловій забудові керованими авіабомбами               | —                                          |
| 22/04                                             | Харків                                      | Shahed 136           | у денній атаці пошкоджена цивільна забудова                                 | 0/7                                        |
| 23/04                                             | Дніпропетровська обл., Марганець            | БпЛА                 | росіяни вдарили дроном-камікадзе по автобусу з працівниками підприємства    | 9/30                                       |
| 23/04                                             | Донецька обл., Костянтинівка                | артобстріл           | від обстрілу пошкоджено 26 приватних житлових будинків і авто               | 2/0                                        |
| 23/04                                             | Донецька обл., Словʼянськ                   | авіабомбовий удар    | пошкодження приватного житлового сектору                                    | 1/1                                        |
| 23/04                                             | Київська обл., Броварський р-н              | Shahed 136           | від падіння уламків БпЛА виникла пожежа в готельно-ресторанному комплексі   | —                                          |
| 23/04                                             | Полтава                                     | Shahed 136           | пошкоджені підприємства, офіси та житло                                     | 0/6                                        |
| 23/04                                             | Одеса                                       | Shahed 136           | атаковані цивільні об’єкти в передмісті Одеси                               | 0/2                                        |
| 23/04                                             | Харків                                      | Shahed 136           | відомо про ураження цивільної забудови                                      | —                                          |
| 23/04                                             | Херсон                                      | артобстріл, БпЛА     | атаковане підприємство енергетичної інфраструктури Херсону                  | —                                          |
| 23/04                                             | Сумська обл., Коровинці                     | ракетний удар        | пошкоджені об'єкти цивільної інфраструктури                                 | —                                          |
| 23/04                                             | Сумська обл., Уланове                       | авіабомбовий удар    | керовані авіабомби влучили у школу та народний музей села                   | —                                          |
| Масований ракетний обстріл України 24 квітня 2025 |                                             |                      |                                                                             |                                            |
| 24/04                                             | Київ                                        | ракетний удар, БпЛА  | комбінованою атакою уражені житлові будинки                                 | 9/70                                       |
| 24/04                                             | Хмельницька обл., Волиця                    | Shahed 136           | пошкоджено житло та інфраструктуру                                          | 0/1                                        |
| 24/04                                             | Дніпропетровська обл., Павлоград            | ракетний удар        | атаковане промислове підприємство, житлові будинки та інфраструктура        | —                                          |
| 24/04                                             | Харків                                      | Shahed 136           | атака підприємства з виробництва торговельного обладнання                   | —                                          |
| 24/04                                             | Харків                                      | ракетний удар        | пошкоджено підприємств, приватні будинки, стадіон, ресторан                 | 0/6                                        |
| 24/04                                             | Запоріжжя                                   | Shahed 136           | пошкоджена адмінбудівля та багатоповерхівки                                 | —                                          |
|                                                   |                                             |                      |                                                                             |                                            |
| 24/04                                             | Херсонська обл., Білозерка                  | БпЛА                 | обстріляна житлова забудова населеного пункту, загинула цивільна жінка      | 1/0                                        |
| 24/04                                             | Херсон                                      | БпЛА                 | безпілотником атакована житлова забудова міста                              | 0/1                                        |
| 25/04                                             | Донецька обл., Ярова                        | авіабомбовий удар    | влучання у житловий будинок                                                 | 2/0                                        |
| 25/04                                             | Дніпропетровська обл., Павлоград            | Shahed 136           | атаковано промисловість та житлові будинки                                  | 3/14                                       |
| 25/04                                             | Черкаська обл.                              | Shahed 136           | уражено житлові будинки, господарські споруди                               | —                                          |
| 25/04                                             | Харків                                      | Shahed 136           | пошкоджені промислові об'єкти, приватні будинки                             | —                                          |
| 25/04                                             | Сумська обл.                                | артобстріл, БпЛА     | впродовж доби була атакована житлова забудова у 15 населених пунктах        | 0/5                                        |
| 26/04                                             | Донецька обл.                               | авіаудар             | пошкоджені приватні житлові будинки, багатоповерхівки, адмінбудівля         | 3/7                                        |
| 26/04                                             | Дніпропетровська обл., Камʼянське           | Shahed 136           | БпЛА влучив у житлову девʼятиповерхівку                                     | 1/4                                        |
| 26/04                                             | Херсонська обл.                             | —                    | відомо про атаки по цивільній інфраструктурі області впродовж 26 квітня     | 1/0                                        |
| 26/04                                             | Київська обл.                               | Shahed 136           | пошкоджені приватні житлові будинки                                         | —                                          |
| 26/04                                             | Кропивницький                               | Shahed 136           | пошкоджені вікна у житловому будинку                                        | —                                          |
| 26/04                                             | Харків                                      | Shahed 136           | уламки БпЛА впали біля багатоповерхівки                                     | 0/1                                        |
| 27/04                                             | Донецька обл., Костянтинівка                | авіабомбовий удар    | пошкоджені приватні житлові будинки                                         | 3/4                                        |
| 27/04                                             | Дніпропетровська обл., Павлоград            | Shahed 136           | пошкоджені два багатоквартирні будинки                                      | 1/1                                        |
| 27/04                                             | Житомир                                     | Shahed 136           | уражені цивільні об'єкти, житлові будинки, промислові споруди, аеропорт     | 0/1                                        |
| 27/04                                             | Одеська обл., Одеський р-н                  | Shahed 136           | пошкоджено житловий будинок, авто                                           | 0/1                                        |
| 27/04                                             | Дніпропетровська обл., Вербки               | Shahed 136           | атаковане сільгосппідприємство                                              |                                            |
| 27/04                                             | Сумська обл., Краснопілля                   | Shahed 136           | атаковані приватні і багатоквартирні будинки                                | 0/1                                        |
| 27/04                                             | Херсон                                      | авіабомбовий удар    | окупанти скинули два КАБи на житловий квартал                               | 0/4                                        |
| 28/04                                             | Дніпропетровська обл., Новопавлівка         | Shahed 136           | безпілотником атакований житловий будинок                                   | 1/0                                        |
| 28/04                                             | Донецька обл., Новоекономічне               | —                    | було завдано удару по житловим будинкам                                     | 3/0                                        |
| 28/04                                             | Донецька обл., Костянтинівка                | артобстріл           | пошкоджено приватні житлові будинки                                         | 1/0                                        |
| 28/04                                             | Сумська обл., Шостка                        | Shahed 136           | пошкоджено будинки, дитсадок і авто                                         | —                                          |
| 28/04                                             | Харківська обл., Мокра Рокитна              | Shahed 136           | пошкоджено телятник, адмінбудівлю, коровники                                | —                                          |
| 29/04                                             | Дніпропетровська обл., Самарівський район   | Shahed 136           | БпЛА влучив у приватний житловий будинок                                    | 1/4                                        |
| 29/04                                             | Чернігівська обл., Семенівка                | Shahed 136           | удар дронами по житловому будинку                                           | 1/1                                        |
| 29/04                                             | Донецька обл., Шахове                       | авіаудар, БпЛА       | обстріляні житлові будинки та господарчі споруди                            | 1/0                                        |
| 29/04                                             | Київ                                        | Shahed 136           | уражено базу відпочинку, приватний будинок                                  | 0/3                                        |
| 29/04                                             | Дніпропетровська обл., Нікопольський р-н    | артобстріл, БпЛА     | пошкоджені 3 приватні будинки, господарська споруда, АЗС, ЛЕП               | 0/1                                        |
| 29/04                                             | Дніпропетровська обл., Нікополь             | —                    | російські військові двічі атакували рятувальників які прибули гасити пожежу | —                                          |
| 30/04                                             | Дніпро                                      | Shahed 136           | пошкоджено щонайменше 5 приватних будинків                                  | 1/1                                        |
| 30/04                                             | Харків                                      | Shahed 136           | атаковано багатоповерхівки, приватні будинки                                | 0/45                                       |
| 30/04                                             | Харківська обл., Балаклія                   | Shahed 136           | удар по промисловій та цивільній інфраструктурі                             | —                                          |
| 30/04                                             | Харківська обл., Південне                   | Shahed 136           | пошкоджень зазнали понад 10 приватних будинків                              | 0/6                                        |
| 30/04                                             | Донецька обл., Добропілля                   | Shahed 136           | атаки безпілотниками по будівлі шахти, кафе                                 | 0/1                                        |
| 30/04                                             | Донецька обл., Словʼянськ                   | Shahed 136           | руйнувань 12 приватних житлових будинків і авто                             | —                                          |